# 横浜三越
横浜三越（よこはまみつこし）は、かつて神奈川県横浜市西区の横浜駅西口で営業していた百貨店である。1973年開業。2005年に閉店し、撤退後の建物にはヨドバシカメラが入居してヨドバシ横浜となる。本項では、同じ横浜市内の上大岡の店舗についても触れる。

## 歴史

### 前史

#### 越後屋横浜店
三越の前身である呉服商の越後屋は、1859年（安政6年）の横浜港開港に際し、幕府の要請を受け、江戸日本橋本店の出店として手代21人、子供3人、下男8人の陣容で横浜店を開設。呉服の商いや御金御用の営業を行った。外国人向けの絹織物や木綿の販売を行ったが、売れ行きは芳しくなかった。1862年（文久2年）の火災を機に呉服の扱いを取りやめたが、外国方神奈川役所の御金御用は、1866年（慶応2年）に大元方所属の御用所に業務を引き継ぐまで継続した。

#### 横浜三越の開店まで
昭和20年代までの横浜における商業の中心は関内や伊勢佐木町で、1928年（昭和3年）に現在地に設けられた横浜駅周辺は商業地として発展しておらず、特に国道1号に面した表側と言える東口に対し、裏口に当たる西口は荒涼とした砂利置き場の光景が広がっていた。西口の土地を取得した相模鉄道は、ターミナルビルの計画を進めるため1953年に「相模鉄道企画室」を開設。キーテナントとして当初は三越に提案を持ち掛けたが、断られてしまう。その後相鉄と高島屋との話がまとまり、1956年4月に高島屋ストア開店。1959年10月1日には百貨店としての横浜高島屋が開店し、高度経済成長と歩調を合わせるように横浜西口は商業集積地として急激な発展を遂げる。

### 横浜三越の開店～リニューアル
その横浜西口に三越が進出したのは横浜高島屋に遅れること14年、1973年11月23日。岩崎学園ビルに三越14番目の支店として、66のショップインショップと32のレストラン・喫茶室、大催事場を備えた「横浜三越」が開店した。この地には以前より富士銀行の店舗があり、建物内に同行の支店が開設された。横浜駅から駅前広場を挟んだ右向かいにあり、ダイヤモンド地下街でつながっているものの、相鉄横浜駅直結の高島屋に比べると、やや駅から離れていた。同じ1973年には、横浜高島屋をキーテナントとする相鉄ジョイナス（第1期）が完成している。
1980年5月1日には、横浜市内の京浜急行・市営地下鉄上大岡駅前に「上大岡三越エレガンス」がオープン。「世界最大級の百貨店」と銘打ち横浜駅東口に1985年9月30日に開業を控えた横浜そごうを迎え撃つべく、横浜三越は1973年のオープン以来初の全館リニューアルが行われ、1985年9月18日に第1次リニューアルオープン、1987年3月21日に全館リニューアルが完成した。横浜三越が入居する岩崎学園ビルは、駅前広場・幹線道路と、派新田間川とその上部の首都高速の高架に囲まれた立地で増築が困難ということもあり、増床は行わず、ティファニーやコーチ、ショーメなど横浜では三越でしか扱っていないブランドを集め、専門化を強調した。
1989年に開催された横浜博覧会では、三越が会場内のHSST（磁気浮上リニアモーターカー）に協賛するとともに売店を出店、三井・東芝ガリバー館のコンパニオンのユニフォームデザインを担当した。1990年4月17日から三越の横浜・大阪・札幌・松山・高松・広島の店舗で「歴史の証言 ベルリンの壁」特別展が開催された。ブランデンブルク門近くにあったベルリンの壁の一部が公開され、皮切りとなった横浜三越では初日から4日間で1万5千人を越える来場者があった。1996年10月1日、上大岡三越の競合となる「京急百貨店」開店。鎌倉街道の向かい側の京浜急行上大岡駅に直結した、売り場面積約42,000m2の大型店であり、上大岡三越（3,401m2）はおろか横浜三越（17,073m2）をもしのぐ規模であった。上大岡三越は隣接地に新築した店舗に移転し、「上大岡三越ガーデンスクエア」となる。2000年9月22日、横浜三越を全館リニューアル。百貨店を地下2階から地上4階までの6フロアとし、5階から8階までは大塚家具のショールームとした。

### 閉店
上大岡三越は2003年12月31日をもって閉店。横浜店についても、業態転換や店舗改革では採算の回復が図れないとして2005年5月5日に閉店し、31年半の歴史に幕を下ろした。閉店発表時の売上高は、上大岡三越が31億16百万円（2002年度）、横浜三越が239億34百万円（三越の旧法人2003年8月期（6ヶ月決算）と新法人2004年2月期（6ヶ月決算）の合算）であった。上大岡三越ガーデンスクエアはリストガーデンスクエアに名称を改め、上大岡三越エレガンス旧館跡に建設されたミオカと一体の商業施設となった。横浜三越が撤退した後の岩崎学園ビルには、2005年11月18日にヨドバシ横浜がオープンした。
2006年11月、相鉄ジョイナスの地下にクイーンズ伊勢丹横浜店が開業。2018年3月には、三越伊勢丹が運営する「FOOD＆TIME ISETAN YOKOHAMA」にリニューアルする。食品部門のみとはいえ、ジョイナス内に三越伊勢丹グループの店舗と、競合店であった横浜高島屋と同居する格好となった。